# Naceradim Alcáceri Maomé ibne Amade
Naceradim ou Nasrudim Alcáceri Maomé ibne Amade (em árabe: ناصر الدين القاصري محمد بن أحمد; romaniz.: Nâsir ad-Dîn al-Qâsrî Muhammad ben Ahmad foi um rei de Marrocos da  Dinastia Oatácida, reinou entre 1545 e 1547, enquanto seu pai estava prisioneiro dos Saadianos de Maomé Axeique. Parece que era muito novo, e foi seu tio Alboácem Ali ibne Maomé que governou em seu nome. Foi seguido no trono novamente por seu pai Amade Uatassi libertado.